# Nikołaj Bogolubow (aktor)
Nikołaj Iwanowicz Bogolubow, ros. Николай Иванович Боголюбов (ur. 10 października?/22 października 1899 w Iwanowie, zm. 9 marca 1980 w Moskwie) – radziecki aktor, Ludowy Artysta ZSRR (1945). Sześciokrotnie został nagrodzony Nagrodą Stalinowską (w 1941, 1942, 1946, 1947, 1949 i 1950).
Początkowo uczył się w studiu przy teatrze w Riazaniu i był aktorem tego teatru, od 1923 pracował w Teatrze im. Meyerholda, w 1926 ukończył studio przy tym teatrze.

## Filmografia (wybór)
- 1931: Tommy (Томми) jako partyzant
- 1933: Romans Mańki Grieszynej (Окраина) jako Nikołaj Pietrowicz Kadkin
- 1936: Siedmiu śmiałych (Семеро смелых) jako Ilia Letnikow
- 1937: Wielki obywatel (Великий гражданин) jako Piotr Szachow
- 1939: Lenin w 1918 roku (Ленин в 1918 году) jako Woroszyłow
- 1941: Pierwsza Konna (Первая Конная) jako Woroszyłow
- 1942: Sekretarz rejkomu (Секретарь райкома) jako oficer Armii Czerwonej
- 1942: Chłopiec z naszego miasta jako Arkadij Burmin
- 1943: Ona broni Ojczyzny (Она защищает Родину) jako Iwan Łukianow, mąż Praskowii
- 1946: Przysięga (Клятва) jako syn Warwary / mąż Warwary
- 1949: Upadek Berlina (Падение Берлина) jako dyrektor stalowni Kumczyński
- 1950: Zwycięzca przestworzy (Жуковский) jako Aleksandr Możajski
- 1952: Szkarłatny kwiat (Аленький цветочек) jako Stiepan Jemelianowicz, kupiec (głos)
- 1957: Wypadek w szybie nr 8 jako dyrektor Krajew
- 1960: Zmartwychwstały po raz trzeci (Трижды воскресший) jako Kazanski
- 1970: Wyzwolenie (Освобождение) jako Woroszyłow

i inne